# Münchner Dolchstoßprozess
Der Münchner Dolchstoßprozess (19. Oktober–20. November 1925) hatte die Dolchstoßlegende, wonach Demokraten, linke Parteien und Juden schuld an Deutschlands Niederlage im Ersten Weltkrieg seien (sowie z. T. die „Kriegsschuldlüge“, die Deutschland die alleinige Schuld am Kriegsausbruch gab), zum Thema. Der Ehrverletzungsprozess zwischen zwei Zeitungsredakteuren schuf die Möglichkeit, die damals brennende politische Frage in der Form eines gerichtlichen Verfahrens zur Entscheidung zu bringen.
Es ging darum, ob die Niederlage im Ersten Weltkrieg durch das politische Vorgehen der Sozialdemokraten im Hinterland, den sogenannten „Dolchstoß in den Rücken der unbesiegten Armee“, verursacht worden sei. Vor dem Hintergrund der Reichstagswahl Dezember 1924 hatte der konservative Herausgeber der Süddeutschen Monatshefte, Paul Nikolaus Cossmann, in seinen Dolchstoßheften (April bis September 1924) mit finanzieller Unterstützung rechter Parteien die Führung der SPD revolutionärer Tätigkeit während des Krieges im Sinne eines „Dolchstoßes“ bezichtigt. Im Oktober/November 1925 verklagte er den Chefredakteur der sozialdemokratischen Münchener Post, Martin Gruber, der erklärt hatte, Cossmann würde mit der Verbreitung der Dolchstoßlegende die Geschichte verfälschen.
Während des Prozessmonats zogen Hunderte von Zeugen und Sachverständigen wie Bernhard Schwertfeger, berühmte Heer- und Flottenführer wie Vizeadmiral Adolf von Trotha sowie hohe und niedere Politgrößen vor den Schranken vorüber. Vertreter des Parteivorstandes der SPD beteuerten das Eintreten für die Landesverteidigung. Die Erklärung ihres Sachverständigen Hans Delbrück bildet bis heute die Argumentationsbasis der Partei in dieser Frage:
„Da kann ich ihm [dem Kläger Paul Cossmann] nicht helfen, sie [die Behauptung von der Schuld der Sozialisten] ist eine Geschichtsfälschung um so schlimmerer Art, als sie gleichzeitig eine Volksvergiftung darstellt. Den Sieg des Verteidigungskrieges wollten alle mit Einschluß der Mehrheits- und der Unabhängigen Sozialisten, aber nicht den des wahnsinnigen wahnwitzigen Eroberungskrieges.“
General Wilhelm Groener bescheinigte der SPD-Führung eine „staatserhaltende Zusammenarbeit“ mit der Obersten Heeresleitung. Cossmann selbst erklärte, dass sich die Vorwürfe nicht gegen die SPD-Vertreter und die Gewerkschaften richteten und gegenseitige Übereinstimmung in der Einschätzung der revolutionären Kräfte (u. a. Spartakusbund, KPD) als „Landesverräter“ bestehe.
Letztendlich urteilte das Gericht, nicht zuletzt aufgrund der Eloquenz von Cossmanns Prozessanwalt Joseph Graf von Pestalozza, dass Cossmann mit der Verbreitung der Dolchstoßlegende lediglich einem Irrtum erlegen sei, der Vorwurf der Lüge oder Verhetzung lasse sich von daher nicht aufrechterhalten. Cossmanns Irrtümer ließen laut Gerichtsurteil nicht den Schluss zu, dass er die Geschichte bewusst verfälscht habe. Folglich wurde der von Max Hirschberg verteidigte Gruber, der Cossmann wegen der Verbreitung der Dolchstoßlegende der Lüge bzw. Verhetzung bezichtigt hatte, zivil belangt und wegen Beleidigung und übler Nachrede verurteilt, obwohl die Dolchstoßlegende faktisch widerlegt worden war.